# 主計総監
主計総監（しゅけいそうかん）は、1919年まで存在した大日本帝国陸軍・大日本帝国海軍の役職、階級。主計科将校の最高階級で、兵科の中将及び少将に相当する。のちに廃止され、高等官二等扱いの総監が主計少将、高等官一等扱い総監の主計中将となった。
主計総監は経理局長などを務めた。

## 沿革
- 1882年（明治15年） - 主計総監設置。少将相当。官等は高等官二等。
- 1899年（明治32年） - 官等が高等官一等まで広げられる。
- 1919年（大正8年） - 主計総監廃止。高等官二等が主計少将、高等官一等が主計中将となる。